# Achada do Linho
Achada do Linho é um sítio da freguesia da Boaventura, Município de São Vicente, Ilha da Madeira.
Nota: Estas coordenadas correspondem à igreja da Boaventura. Se alguem souber a localização exacta da Achada do Linho agradece-se que as corrijam.